# Toos Beumer
Catharina Johanna „Toos” Beumer (ur. 5 lipca 1947 w Koog aan de Zaan) – holenderska pływaczka, brązowa medalistka olimpijska z Tokio.
Zawody w 1964 były jej pierwszymi igrzyskami olimpijskimi i zajęła 3. miejsce w sztafecie 4 × 100 metrów stylem dowolnym. Tworzyły ją ponadto Pauline van der Wildt, Winnie van Weerdenburg i Erica Terpstra. W 1966 zdobyła dwa medale mistrzostw Europy: złoto w sztafecie 4 × 100 metrów stylem zmiennym i brąz na dystansie 4 × 100 metrów stylem dowolnym. Brała udział w IO 68.